# Элизиу, Филинту
Фили́нту Эли́зиу (порт. Filinto Elísio) — поэтический псевдоним Франси́шку Мануэ́ла ду Нашсиме́нту (порт. Francisco Manuel do Nascimento; 23 декабря 1734, Лиссабон — 25 февраля 1819, Париж) — португальский священник, поэт и переводчик, один из важнейших представителей литературного общества Лузитанская Аркадия (порт. Arcádia Lusitana), выразитель эстетики классицизма в португальской литературе эпохи Просвещения 2-й половины XVIII — начала XIX века. В португальском литературоведении для описания стиля, характеризующегося чистотой языка и употреблением белого стиха используется термин «филинтизм» (filintismo).

## Биография
Родился в семье не знатного происхождения. Отец  был членом экипажа торгового фрегата на Тежу, а мать торговала рыбой. В документах и сочинениях поэта указывается дата рождения 23 декабря 1734 года. Но в свидетельстве о крещении зафиксирована иная дата — 21 декабря. Образование получил у иезуитов, благодаря которым в совершенстве овладел латынью. Позднее присоединился к кружку образованных коммерсантов, многие из которых были французами. Такое окружение, должно быть, оказало значительное воздействие на формирование его идей в духе энциклопедистов эпохи Просвещения и либерализма.
Позднее принимал участие в «войне поэтов» (guerra dos poetas), развернувшейся около 1767 года между противоборствующими группировками внутри Лузитанской Аркадии (Arcádia Lusitana). Тогда против основателей Аркадии выступила группа несогласных поэтов (диссиденты: Филинту Элизиу, Жозе Базилиу да Гама и Силва Алваренга). Созданная Филинту группа Рибейра даж Науш (grupo da Ribeira das Naus — взяла название по району проживания поэта на Берегу Кораблей у судоверфей и арсенала военного флота в Лиссабоне) и противостояла Лузитанской Аркадии. В группу вошла будущая марикиза де Алорна, наставником которой был в то время Ф. М. ду Нашсименту, и от которой получил свой псевдоним Филинту Элизиу. В те времена участники литературных союзов выступали под псевдонимами. Первым псевдонимом поэта был Филинту Нисену (Filinto Niceno).
C 22 июня 1778 года стал обвиняться инквизицией в ереси и в 1788 году был вынужден скрыться. Спасительному бегству способствовали французские друзья. После 27 дней изнурительного плавания прибыл в Гавр, откуда перебрался в Париж. В 1792 году переехал в Гаагу, где провёл около 4 лет, хотя И. Ф. да Силва указал, что поэт пробыл там 5 лет, и цитировал его слова о непрестанном огорчении от того, что «не с кем было общаться, кроме как с португальскими евреями, поскольку, даже если бы и прожил там хоть 100 лет, не заговорил бы на голландском языке». Затем с 1797 года поселился в Париже, где провёл остальные годы жизни, и где подружился с Ламартина, прославившего его в бессмертной элегии. Возвращению на родину уже после снятия обвинений воспрепятствовали Пиренейские войны. Похоронен на кладбище Пер-Лашез.

## Творчество
По собственным заверениям, стихи стал сочинять в 14 лет. Идеалом для поэтического подражания был Гораций. Произведения публиковались в Париже (дополненное 2-е издание 11-томного собрания сочинений, 1817—1819). В Португалии 22-томное собрание сочинений было опубликовано в 1830—1840-х годах уже после смерти поэта. Переводил с латинского, французского, итальянского языков.
Наиболее известными и цитируемыми сочинениями считаются патриотические оды «Нептун говорит португальцам» и «К свободе и независимости Соединённых Штатов».

## Значимость
Плавскин З. И. назвал Ф. М. ду Нашсименту «крупнейшим представителем революционно патриотического классицизма в португальской литературе». Для А. Ж. Сарайваы Филинту Элизиу был «последним мастером Аркадии». Поэтическому наследию Филинту Элизиу свойственны чистота языка и использование белого стиха, поэтому в португальском литературоведении для описания стиля поэта и ему подобных прибегают к понятию «филинтизм» (порт. filintismo). Оставил значительный след в истории португальской литературы, поскольку почти все поэты Португалии последней четверти XVIII века считали себя его учениками. Философское, научное, толерантное и прогрессивное мировосприятие маркизы де Алорны формировалось под влиянием падре Ф. М. ду Нашсименту. Более того, гений Алмейды Гаррета достиг поэтического совершенства по изучении его сочинений. Для раннего Гаррета Филинту был образцом для подражания, на что он указывал в изданиях своих произведений 1829 и 1835 годов. В Гавре Гарретт написал поэму «Дона Бранка» (D. Branca), которую представил в первой публикации 1826 года как посмертное издание сочинения F. E. (Filinto Elísio). Переведённых белым стихом «Мучеников» Шатобриана литературоведы оценивают выше прозаического оригинала. 

## Переводы на португальский язык
- Шатобриан. «Мученики, или Триумф христианской веры» — Os Mártires (1816)
- Лафонтен. Басни — As Fábulas
- Силий Италик. «Пуника» — Púnica
- Виланд. «Оберон»
- Расин. «Андромаха»
- Вольтер. «Орлеанская девственница»